# 10 juillet 1957
Le mercredi 10 juillet 1957 est le 191e jour de l'année 1957.

## Naissances
- Cindy Sheehan, personnalité politique américaine
- Georges Alula, entrepreneur et homme politique congolais
- Iouri Nikolaïevitch Stoïanov, acteur soviétique
- Michael Woods, acteur américain
- Vincent Arnardi, ingénieur du son français
- Zîrek, acteur écrivain et réalisateur apatride kurde

## Décès
- Ernesto Chaparro (né le 3 janvier 1901), joueur de football chilien
- Sholem Asch (né le 1er janvier 1880), écrivain et journaliste yiddish